# O.R. Tambo
O.R. Tambo – dystrykt w Republice Południowej Afryki, w Prowincji Przylądkowej Wschodniej. Siedzibą administracyjną dystryktu jest Umtata.
Dystrykt dzieli się na gminy:
- Ngquza Hill
- Port St Johns
- Nyandeni
- Mhlontlo
- King Sabata Dalindyebo

Do 2011 roku w skład dystryktu wchodziły także gminy Mbizana i Ntabankulu.